# Kistanje
Kistanje (serbisch-kyrillisch Кистање, italienisch Chistagne) ist eine Stadt und Kommune in der kroatischen Gespanschaft Šibenik-Knin. Dem Zensus von 2011 zufolge hat Kistanje 3481 Einwohner, von denen 62,22 % Serben und 36,83 % Kroaten sind.

## Geschichte
Im 6. und 7. Jahrhundert nach Christus siedelten Kroaten auf dem Gebiet des heutigen Kistanje. Im Jahr 925 kam das Gebiet an das neu gegründete Königreich Kroatien unter König Tomislav. Im Jahr 1000 besiegte die venezianische Flotte Kroatien. Kistanje (damals Chistagne) sowie der Rest von Dalmatien (bis auf Dubrovnik) kamen vorübergehend unter venezianische Verwaltung.
Kistanje wurde mit dem gegenwärtigen Namen das erste Mal 1401 erwähnt. 1527 wurde in der Stadt eine serbisch-orthodoxe Kirche gebaut und dem Hl. Nikolaus geweiht. Kistanje war das Handelszentrum dieses Teils der Bukovica. Nach dem Kuridža-Aufstand von 1704 wurde die Stadt in Kvartir umbenannt, was jedoch im 19. Jahrhundert revidiert wurde.
Nach dem Zusammenbruchs Venedigs 1797 und der kurzen Regentschaft Frankreichs unter Napoleon (1809–1813) übernahm Österreich die Herrschaft über Dalmatien und damit auch über Kistanje, welches dem Kronland Dalmatien zugeteilt wurde. Im Jahr 1919 wurde Dalmatien und damit auch Kistanje in das Königreich der Serben, Kroaten und Slowenen integriert. Ab 1945 gehörte Kistanje zur Sozialistischen Republik Kroatien, welche 1991 die Unabhängigkeit vom Vielvölkerstaat Jugoslawien erklärte und heute die Republik Kroatien bildet.
Im 19. und zu Beginn des 20. Jahrhunderts war Kistanje der Hauptort der Kommune. In den 1960er Jahren wurde die Kommune aufgelöst und das Gebiet Knin zugeschlagen. Als fast ausschließlich von Serben bewohntes Gebiet wurde Kistanje von 1991 bis 1995 Teil der selbsternannten Republik Serbische Krajina. In der Operation Sturm war die serbische Bevölkerung Kistanjes nach Serbien geflohen. In der Gegend wurden mehrere Kriegsverbrechen begangen, wie etwa die Ermordung von neun älteren serbischen Zivilisten durch die kroatische Armee in den Dörfern Gošić und Varivode.
1996 siedelte die kroatische Regierung katholische Janjevci in den verlassenen Häusern serbischer Bewohner an mit dem Ziel, eine ethnische kroatische Mehrheit herzustellen. Seit der Rückkehr eines Teils der Serben ist Kistanje wieder eine gemischte Stadt.

## Bevölkerung
Der Volkszählung von 1981 zufolge bestand die Bevölkerung von Kistanje aus 92,9 % Serben und 5,3 % Jugoslawen, während der Zensus von 1991 98 % Serben angibt. Vor 1995 waren 13 der Dörfer um Kistanje nur serbisch besiedelt und lediglich Nunić hatte eine Mehrheit an ethnischen Kroaten.

## Persönlichkeiten
- Josip Giuseppe Modrić, kroatischer Schriftsteller aus dem 19. Jahrhundert
- Mirko Korolija (1886–1934), kroatischer Schriftsteller und Politiker

## Geographie
Kistanje liegt im nördlichen Dalmatien. Die Kommune Kistanje umfasst 14 Siedlungen:
- Kistanje
- Biovičino Selo
- Đevrske
- Gošić
- Ivoševci
- Kakanj
- Kolašac
- Krnjeuve
- Modrino Selo
- Nunić
- Parčić
- Smrdelje
- Varivode
- Zečevo